# 赫特兰 (南达科他州)
赫特兰（英語：Hetland）是美国南达科他州下属的一座城鎮。根据2010年美国人口普查，该鎮有人口47人。论人口在本州排行第281。